# (21484) Eppard
(21484) Eppard (1998 HR134) – planetoida z grupy pasa głównego asteroid okrążająca Słońce w ciągu 3,61 lat w średniej odległości 2,35 j.a. Odkryta 19 kwietnia 1998 roku.